# (31037) Mydon
(31037) Mydon, désignation internationale (31037) Mydon, est un astéroïde troyen jovien.

## Description
(31037) Mydon est un astéroïde troyen jovien, camp troyen, c'est-à-dire situé au point de Lagrange L5 du système Soleil-Jupiter. Il présente une orbite caractérisée par un demi-grand axe de 5,253 UA, une excentricité de 0,129 et une inclinaison de 7,3° par rapport à l'écliptique.
Il est nommé en référence au personnage de la mythologie grecque Mydon, acteur du conflit légendaire de la guerre de Troie.

## Compléments